# Nasser Garten

Nasser Garten auf einer Karte von 1939

Nasser Garten war ein Stadtteil von Königsberg (Preußen), südlich des Alten Pregels und westlich vom Haberberg gelegen. Er heißt heute russisch Portowoje und liegt im Moskauer Rajon, einem Stadtbezirk im Süden von Kaliningrad, der Hauptstadt der Oblast Kaliningrad (Gebiet Königsberg).

## Name
Der Name weist auf ein Überschwemmungsgebiet am unteren Pregel, ebenso wie der nahe gelegene Stadtteil Ponarth.

## Geschichte
Der Nasse Garten gehörte zunächst zum Haberberg, einem Dorf mit 24 Bauern, das vom Markgrafen Albert 1522 den Einwohnern des Kneiphofs verliehen wurde. Am Ende des Haberbergs lag der „Alte Garten“ oder „Trockene Garten“, und durch einen Wall von ihm getrennt der „Nasse Garten“. Sogenannte Gärten wurden bereits vom Orden angelegt. Es waren keine Zier- oder Obstgärten, sondern hier wurden Kleinbauern in Gartendörfern angesetzt. Ihr Besitz umfasste eine freie Wohnung oder eine Kate sowie etwa zwei bis drei Morgen Acker, so dass die Gärtner alle sich anbietenden Dienste akzeptieren mussten, um sich und ihre Familien zu ernähren. Sie wurden „Lohngärtner“, „schlechte Gärtner“, „Losmänner“ oder „Einwohner“ genannt und wurden später durch die Instleute ersetzt.
Der Nasse Garten stand in jedem Frühjahr unter Wasser und musste mit von Pferden angetriebenen Schöpfmühlen ausgepumpt werden. 1807 standen die Franzosen vor Königsberg und der General Rüchel ließ den Nassen Garten abbrennen.